# Trachselwald (gemeente)
Trachselwald (Bernduits: Trachsuwaud of Trachsu) is een gemeente en plaats in het Zwitserse kanton Bern, en maakt deel uit van het district Emmental.
Trachselwald telt 979 inwoners. In Trachselwald staat het bekende slot Trachselwald.